# Rosa Boekdrukker
Rose Hirsch, beter bekend als Rosa Boekdrukker (Ostrów Wielkopolski, 13 november 1908 – Herzliya, 11 september 1982), was een Joodse communistisch verzetsstrijder van Duitse afkomst, die betrokken was bij de Februaristaking in Amsterdam op 25 en 26 januari 1941. De openbare basisschool Rosa Boekdrukker in Amsterdam-West werd naar haar vernoemd.

## Jeugd en opleiding
Rose Hirsch werd in 1908 geboren in Ostrów Wielkopolski, een Poolse stad die toen deel uitmaakte van het Duitse Keizerrijk. Ze was een dochter van de bakker Israel Hermann Hirsch (1878–1947) en Bertha Selka (1880–1971) en had twee oudere broers. In 1921 besloot het Joodse gezin naar Berlijn te verhuizen, vanwege de pogroms in het inmiddels zelfstandig geworden Polen. Rose voltooide het lyceum en volgde een opleiding tot kleuterleidster.
Begin jaren 1930 verhuisde ze als pionier naar Palestina. Haar ouders volgden een paar jaar later. In 1933 trouwde ze met de Nederlander Nico Boekdrukker. In 1937 verhuisde ze naar Amsterdam, waar ze in 1938 beiden lid werden van de Communistische Partij van Nederland. Een jaar later verliet ze haar man, maar bleef zich Rosa Boekdrukker noemen. Ze woonde op de Griseldestraat 36-3, in Amsterdam-West.

## Verzetswerk en vervolging
In de Tweede Wereldoorlog werd Rosa Boekdrukker actief in het communistische verzet. Op 9 april 1941 werd ze gearresteerd vanwege betrokkenheid bij de Februaristaking (in totaal zouden er tot en met 23 mei naar aanleiding van de staking 22 mensen opgepakt worden). Volgens de akte van beschuldiging behoorde Boekdrukker tot "de kleine kring van leidinggevende functionarissen, die in directe verbinding met de leider van het district stond". In haar woning zouden illegale bijeenkomsten hebben plaatsgevonden en ze zou een rol spelen in het contact tussen de Amsterdamse en de landelijke leiding van het verzet.
Boekdrukker werd gevangengezet, eerst in Amsterdam, later in de Scheveningse gevangenis het Oranjehotel. Rosa werd verhoord, net zoals de andere kopstukken, en zij was, samen met Martin Vlaar, de enige die niets losliet tijdens deze gewelddadige ondervragingen. Er volgde een proces achter gesloten deuren vanwege ‘het staatsgevaarlijke karakter’. Rosa viel er op door het volharden in zwijgen en ze werd tot tien jaar gevangenisstraf veroordeeld.
Aanvankelijk zat Boekdrukker gevangen in het vrouwentuchthuis in Anrath, bij Krefeld (nazi-Duitsland). Toen de geallieerden in september 1944 oprukten, brachten de Duitsers de gevangenen eerst naar Düsseldorf en dan naar Ziegenhain bij Kassel. Vlak voordat de Amerikanen Ziegenhain bereikten, werden alle gevangenen in veewagens gedeporteerd naar het concentratiekamp Bergen-Belsen en vervolgens naar het tuchthuis Hamburg-Fuhlsbüttel. Half mei 1945 werden de gevangenen bevrijd.

## Na de Tweede Wereldoorlog
Rosa keerde terug naar Nederland. Na enige tijd ging ze werken in een joods kinderhuis in Bilthoven. In 1947 ging ze weer naar Palestina. In 1950 trouwde ze met Wolff Benjamin Wolffs. In 1951 werd hun zoon geboren. Tot haar pensionering werkte ze op een kleuterschool. Op 11 september 1982 overleed ze in Herzliya.
Boekdrukker heeft na de oorlog weinig over haar rol in het verzet verteld. Haar zoon kwam er pas meer van te weten, toen hij na haar overlijden documenten vond. In een brief van 18 mei 1945 schreef ze bijvoorbeeld:
Ik stelde al mijn kracht in dienst van de Communistische Partij omdat ik iets aan de verbetering van de maatschappij wilde doen. Toen de Duitsers het kleine Nederland overvielen, leeg plunderden en het volk alle vrijheid ontnamen, vonden zij hier in Amsterdam de grootste tegenstand. In februari 1941 begonnen zij met de Jodenvervolging.'
Vele bedrijven en openbare diensten in Amsterdam staakten op 25 en 26 februari 1941 tegen de Jodenvervolging.
Onze partij had deze staking voorbereid en werd daar ook verantwoordelijk voor gehouden. Er werden communisten gearresteerd, 22 leden van de partij werden berecht, twintig mannen en twee vrouwen waaronder ik.

## Eerbetoon
In 1994 verrichtte Rosa's zoon in Amsterdam-West de openingshandeling van de openbare basisschool Rosa Boekdrukker. De school staat vlakbij de woning waar zij woonde.
- Biografisch Portaal: 49659079
- Gemeinsame Normdatei: 1358267405